# .dz
.dz는 알제리의 인터넷 국가 코드 최상위 도메인이다.
이는 CERIST(Centre de Recherche sur l'Information Scientifique et Technique)의 하위 부서인 DZ 네트워크 인터넷 센터에서 관리한다. .dz 도메인 이름을 신청하려면 알제리에 설립된 법인이어야 하며/또는 알제리에서 법적 대리인이 있거나 해당 국가에서 이름 소유권을 정당화하는 문서가 있어야 한다. 현재 NIC.DZ는 도메인당 연간 1000알제리 디나르(약 US$7.4)를 청구한다.

## 2차 도메인
등록은 2차 도메인 수준에서 직접 수행되거나 다음 이름 아래의 3차 도메인 수준에서 수행된다.
- .com.dz: 상업 법인
- .gov.dz: 정부 기관
- .org.dz: 비정부 및 비상업 조직을 지정하는 단체
- .edu.dz: 교육 주체
- .asso.dz: 승인된 연결
- .pol.dz: 정당
- .art.dz: 예술
- .net.dz: 기타 백엔드 인터넷 서비스에서 운영되는 네트워크 제공자/운영자 및 법인
- .tm.dz: 알제리에서 보호되는 상표를 보유하고 알제리에서의 활동이나 존재를 정당화하는 문서가 없는 해외 거주 법인.
- .soc.dz: 알제리에 거주하며 알제리에서 보호되는 상표를 보유하고 상업 활동을 하지 않는 자연인(알제리 무역 증명서가 없음)